# Zorocrates chiapa
Zorocrates chiapa es una especie de araña del género Zorocrates, familia Zoropsidae. Fue descrita científicamente por Platnick & Ubick en 2007.
Habita en México.